# Guirane N’Daw
Guirane N’Daw (ur. 24 kwietnia 1984 w Rufisque) – senegalski piłkarz grający na pozycji obrońcy lub defensywnego pomocnika.

## Kariera klubowa
N’Daw urodził się w Senegalu, ale jeszcze jako nastolatek wyjechał do Francji. Tam też rozpoczął treningi w klubie FC Sochaux-Montbéliard, a z czasem zaczął występować w czwartoligowych amatorskich rezerwach klubu, a w 2003 roku włączono go do kadry A. 22 marca tamtego roku zadebiutował w Ligue 1 w wygranym 3:1 wyjazdowym meczu z RC Strasbourg, ale na boisku grał tylko przez minutę. W sezonie 2003/2004 wystąpił w 8 spotkaniach Ligue 1. W jednym z nich z AJ Auxerre (1:2) wszedł na boisko w 85. minucie za Johanna Lonfata, a minutę potem dostał czerwoną kartkę za brutalny faul. Z Sochaux zajął 5. miejsce w lidze (najwyższe w dotychczasowej karierze). W tym samym sezonie zdobył Puchar Ligi Francuskiej. W pierwszym składzie Sochaux zaczął grać w sezonie 2005/2006, a w 2007 roku zdobył Puchar Francji (2:2, karne 5:4 w finale z Olympique Marsylia). Latem 2007 był bliski przejścia do Olympique Lyon, ale na kolejny sezon został w Sochaux. W sierpniu 2008 roku podpisał kontrakt z beniaminkiem Ligue 1, zespołem FC Nantes. Na koniec sezonu spadł z Nantes do Ligue 2.
Latem 2009 N’Daw został wypożyczony do AS Saint-Étienne, a w 2010 roku przeszedł na stałe do tego klubu. Był z niego wypożyczany do Realu Saragossa, Birmingham City i Ipswich Town. W sezonie 2013/2014 grał w greckim klubie Asteras Tripolis, a w sezonie 2014/2015 - w FC Metz. Latem 2015 trafił do RC Lens.
| Sezon   | Klub                   | Kraj      | Rozgrywki    | Mecze | Bramki | Rozgrywki Europy | Mecze | Bramki |
| ------- | ---------------------- | --------- | ------------ | ----- | ------ | ---------------- | ----- | ------ |
| 2002/03 | FC Sochaux-Montbéliard | Francja   | Ligue 1      | 1     | 0      | -                | -     | -      |
| 2003/04 | FC Sochaux-Montbéliard | Francja   | Ligue 1      | 8     | 0      | Liga Europy UEFA | 1     | 0      |
| 2004/05 | FC Sochaux-Montbéliard | Francja   | Ligue 1      | 16    | 0      | Liga Europy UEFA | 1     | 0      |
| 2005/06 | FC Sochaux-Montbéliard | Francja   | Ligue 1      | 30    | 1      | -                | -     | -      |
| 2006/07 | FC Sochaux-Montbéliard | Francja   | Ligue 1      | 37    | 1      | -                | -     | -      |
| 2007/08 | FC Sochaux-Montbéliard | Francja   | Ligue 1      | 30    | 3      | Liga Europy UEFA | 2     | 0      |
| 2008/09 | FC Nantes              | Francja   | Ligue 1      | 24    | 3      | -                | -     | -      |
| 2009/10 | AS Saint-Étienne       | Francja   | Ligue 1      | 34    | 0      | -                | -     | -      |
| 2010/11 | AS Saint-Étienne       | Francja   | Ligue 1      | 5     | 0      | -                | -     | -      |
| 2010/11 | Real Saragossa (wyp.)  | Hiszpania | Liga BBVA    | 9     | 0      | -                | -     | -      |
| 2011/12 | Birmingham City (wyp.) | Anglia    | Championship | 19    | 0      | Liga Europy UEFA | 5     | 0      |
| 2012/13 | AS Saint-Étienne       | Francja   | Ligue 1      | 0     | 0      | -                | -     | -      |
| 2013/14 | Asteras Tripolis       | Grecja    | Superleague  | 29    | 3      | -                | -     | -      |
| 2014/15 | FC Metz                | Francja   | Ligue 1      | 27    | 0      | -                | -     | -      |
| 2015/16 | RC Lens                | Francja   | Ligue 2      | 9     | 0      | -                | -     | -      |

## Kariera reprezentacyjna
W reprezentacji Senegalu N’Daw zadebiutował w 2005 roku. W 2006 roku zajął z Senegalem 4. miejsce w Pucharze Narodów Afryki. W 2008 roku został powołany przez Henryka Kasperczaka do kadry na kolejny turniej PNA. W 2012 roku był w kadrze Senegalu na Puchar Narodów Afryki 2012.